# Onthophagus sanggona
Onthophagus sanggona là một loài bọ cánh cứng trong họ Bọ hung (Scarabaeidae).